# Johnny Allen (Musiker)
John V. „Johnny“ Allen, Jr. (* 20. September 1917 in Uchee, Russell County, Alabama; † 29. Januar 2014 in Detroit, Michigan) war ein US-amerikanischer Arrangeur und Jazzpianist, der durch seine Arbeit für die Label Motown und Stax Records bekannt wurde.

## Leben und Wirken
Allen wuchs in Chicago auf und kam 1936 nach Detroit, wo er Anfang der 1940er-Jahre im Club Congo spielte, einem Nachtclub im Basement des Norwood Hotel, außerdem im Club Plantation. Als musikalischer Leiter der 12-köpfigen  Hausband, die auch Billie Holiday und die Mills Brothers begleitete, begann er Arrangements von aktuellen Pop- und Jazztiteln zu schreiben. Als Pianist war er vor allen von Earl Hines beeinflusst, stilistisch zwischen Swing und Bebop. In dieser Zeit spielte er u. a. in Detroit mit Wardell Gray, Teddy Edwards, Howard McGhee und Al McKibbon. Beginnend mit der Gründung des Motown-Labels 1959 schrieb er Arrangements für die R&B-Bands The Originals und The Temptations, war auch verantwortlich für die Bläsersätze in Stevie Wonders Song Up Tight und schrieb die Instrumentierung für das The-Supremes-Album Live at the Copa (1965).
Allen schrieb in den späteren Jahren auch Arrangements für die Künstler des Stax-Labels wie The Staple Singers (I’ll Take You There und Respect Yourself), The Dramatics (What You See is What You Get) und Isaac Hayes (Hot Buttered Soul, Black Moses). Für dessen Soundtrack-Album Shaft (1971) wurden Allen und Hayes mit einem Grammy in der Kategorie Bestes Instrumentalarrangement ausgezeichnet. Zuletzt arbeitete er mit kleinen Jazz-Ensembles auf lokaler Ebene und trat auf dem Detroit Jazz Festival auf. Allen blieb Mitte der 1990er Jahre als Musiker aktiv; er starb Ende Januar 2014 im Alter von 96 Jahren im Detroiter Henry Ford Hospital an den Folgen einer Lungenentzündung.